# Bódog
A Bódog  régi magyar férfinév, ami a boldog szó régi magyar alakjából, a bódogból ered, aminek a jelentése: gazdag.

## Gyakorisága
Az 1990-es években szórványosan fordult elő, a 2000-es években nem szerepel a 100 leggyakoribb férfinév között.

## Névnapok
- január 14.[2]
- február 21.[2]
- május 18.[2]
- június 9.[2]
- július 7.[2]
- november 20.[2]

## Híres Bódogok
- Bátori-Sulcz Bódog honvéd ezredes
- Buzzi Bódog építőmester
- Kiss Bódog Zoltán kertészmérnök, politikus
- Somló Bódog jogtudós
- Török Bódog kézilabdaedző